# Fedon Kalyoncu

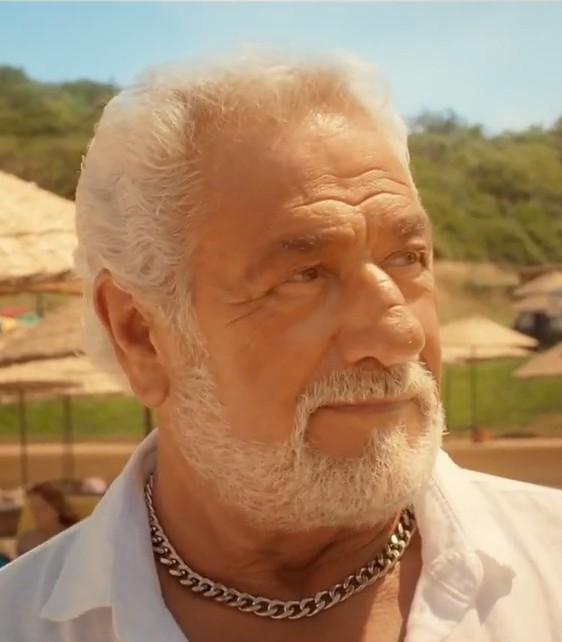
Fedon Kalyoncu, vor 2016

Fedon Kalyoncu (* 19. August 1946 in Istanbul) ist ein türkischer Sänger, Rembetikomusiker und Musikkritiker.

## Leben und Karriere
Er ging bis zum Jahre 1962 ins Zoğrafyon Rum Lisesi. Zwischen 1962 und 1972 arbeitete er im Filmbetrieb. 1987 eröffnete er die Zorba Taverna und 1991 begann als Sänger im Musikgeschäft. Im gleichen Jahr gab er sein erstes Album mit dem Namen Senin İçin heraus. Er war der Erste, der im Türkischen Rundfunk TRT auf Griechisch sang.
Sein Vater ist griechischer Phanariote, seine Mutter Armenierin. Sein Großvater Kleanti Kalyoncu starb bei der Schlacht von Gallipoli 1915 auf Seiten der Türken. Sein Onkel mütterlicherseits ist der berühmte armenischstämmige Schauspieler Nubar Terziyan.
Er heiratete Eda Kalyoncu, die ihm seine Tochter Natali und seinen Sohn Theo zur Welt brachte.

## Diskografie

### Alben
- 1991: Senin İçin
- 1992: Aşığınım
- 1994: Nerdesin?
- 1997: Bir Kadın Var - Bi Tanem

### Kompilationen
- 2000: Sevdiklerimizle

### Singles (Auswahl)
- 1991: Lei Lei
- 1992: Aşığınım
- 1994: Nerdesin?
- 2000: Leyemu Sagapo